# Volkswagen L80
Volkswagen L80 — флагманский среднетоннажный грузовой автомобиль, выпускаемый заводом Volkswagen в Бразилии по лицензии MAN в 1994—2000 годах. Вытеснен с конвейера моделью Volkswagen Delivery.

## История
Производство автомобиля Volkswagen L80 стартовало в 1994 году вместо MAN G90. За основу было взято семейство Volkswagen LT. Кабина та же, что и у MAN G90, но более наклонная, с обновлённой решёткой радиатора, фарами и бампером.
За всю историю производства на Volkswagen L80 ставили дизельный двигатель внутреннего сгорания MWM 4.3 и 5-ступенчатую механическую трансмиссию. Двигатель соответствовал стандарту Евро-2. Кабина была рассчитана только на 3 места.
В 2000 году производство модель Volkswagen L80 было остановлено, на смену пришёл автомобиль Volkswagen Delivery.